# Brasil na Segunda Guerra Mundial
O Brasil, embora, na época, estivesse sendo comandado por um regime ditatorial simpático ao modelo fascista (o Estado Novo getulista) dos Países do Eixo, acabou participando da Segunda Guerra Mundial (1939-1945) junto aos adversários destes, os Países Aliados. Em fevereiro de 1942, submarinos alemães e italianos iniciaram o torpedeamento de embarcações brasileiras no oceano Atlântico em represália à adesão do Brasil aos compromissos da Carta do Atlântico (que previa o alinhamento automático com qualquer nação do continente americano que fosse atacada por uma potência extracontinental), o que tornava sua neutralidade apenas teórica.
Durante o ano de 1942, em meio a incentivos econômicos e pressão diplomática, os americanos instalaram bases aeronavais ao longo da costa Norte-Nordeste brasileira. Após meses de torpedeamento de navios mercantes brasileiros (21 submarinos alemães e dois italianos foram responsáveis pelo afundamento de 36 navios mercantes brasileiros, causando 1 691 náufragos e 1 074 mortes, o que foi o principal motivo que conduziu à declaração de guerra do Brasil à Alemanha e Itália) a população foi às ruas e o Governo Brasileiro declarou guerra à Alemanha nazista e à Itália fascista, em agosto de 1942.
Sendo, na época, um país com uma população majoritariamente analfabeta, vivendo no campo, com uma economia com foco principal voltado para exportação de commodities, uma política internacional tradicionalmente isolacionista com eventuais alinhamentos automáticos contra "perturbadores da ordem e do comércio internacionais", sem uma infraestrutura industrial-médico-educacional que pudesse servir de sustentação material e humana ao esforço de guerra que aquele conflito exigia, o Brasil não apenas se viu impedido de seguir uma linha de ação autônoma no conflito como encontrou dificuldades em assumir mesmo um modesto papel. A Força Expedicionária Brasileira, por exemplo, teve sua formação definida na Conferência do Potengi, logo após a Conferência de Casablanca, mas sua criação foi protelada por um ano após a declaração de guerra.
No entanto, seu envio para a frente de batalha foi iniciado somente em julho de 1944, quase dois anos após a declaração. Tendo sido enviados cerca de 25 000 homens, de um total inicial previsto de 100 000. Mesmo com problemas na preparação e no envio, já na Itália, treinada e equipada pelos americanos, a Força Expedicionária Brasileira cumpriu as principais missões que lhe foram atribuídas pelo comando aliado. 
Por fim, Natal, a capital do estado do Rio Grande do Norte, no nordeste brasileiro, possui uma posição estratégica geográfica global muito importante. Fato este, fez a cidade receber as duas principais bases militares americanas durante a Segunda Guerra Mundial: a Base Naval e Parnamirim Field - à época era a maior base da Força Aérea norte-americana em território estrangeiro.
A cidade recebeu um contingente de 10.000 soldados norte-americanos para lutarem durante o conflito mundial. Este fato mudou radicalmente a até então pequena capital, que à época possuía 55.000 habitantes. Mais do que uma importante participação durante o conflito armado mundial, a influência cultural dos americanos marcou para a sempre a cidade brasileira.

## Histórico

### Antecedentes

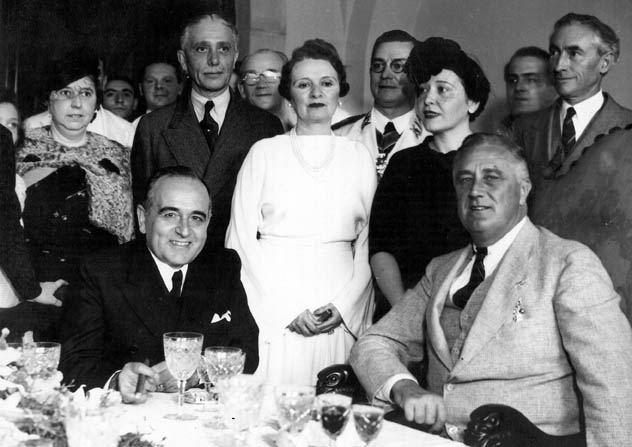
Getúlio Vargas (sentado à esquerda) e Franklin D. Roosevelt (sentado à direita), Rio de Janeiro, 1936.

Em fevereiro de 1942, submarinos alemães e italianos iniciaram o torpedeamento de embarcações brasileiras no oceano Atlântico em represália, segundo os diários de Goebbels, à adesão do Brasil aos compromissos da Carta do Atlântico (que previa o alinhamento automático com qualquer nação do continente americano que fosse atacada por uma potência extracontinental), o que tornava sua neutralidade apenas teórica.
De fundamental importância para que o governo brasileiro paulatinamente se alinhasse com os Estados Unidos e, consequentemente, com a causa aliada, a partir de Pearl Harbor, foram: as tentativas veladas de ingerência nos assuntos internos brasileiros por parte da Alemanha e Itália, especialmente a partir da implantação do Estado Novo; a progressiva impossibilidade, a partir do final de 1940, de manter relações comerciais estáveis e efetivas com esses países devido à pressão naval britânica e, posteriormente, americana; e a chamada política de boa vizinhança praticada pelo então presidente Franklin Delano Roosevelt, que, entre outros incentivos econômicos e comerciais, financiou a construção de uma gigantesca siderúrgica, a Companhia Siderúrgica Nacional. Segundo informações da época, os Estados Unidos tinham planos para invadir a região Nordeste do Brasil (Plan Rubber), caso Getúlio Vargas insistisse em manter a neutralidade do país.
Durante o ano de 1942, após as propostas feitas pelos EUA de financiar a construção da CSN, entre outras propostas de auxilio à economia nacional, os americanos instalaram bases aeronavais ao longo da costa Norte-Nordeste brasileira. A mais importante delas ficava no município de Parnamirim, vizinho à capital Natal, no estado do Rio Grande do Norte. Esta base, chamada de "Trampolim da Vitória", foi de especial importância para o esforço de guerra aliado antes do desembarque de tropas Anglo-Americanas no Norte da África, em novembro de 1942 na Operação Tocha.
 A partir da estabilização da frente italiana em fins de 1943 e do enfraquecimento da campanha submarina alemã, as bases americanas em solo brasileiro foram sendo progressivamente desativadas ao longo de 1944-45, embora na da ilha de Fernando de Noronha os americanos tenham permanecido até 1960.

### Navios brasileiros afundados
Na Segunda Guerra Mundial, os ataques aos navios da Marinha mercante brasileira, pelos submarinos do Eixo, entre os anos de 1941 e 1944, causaram a morte de mais de mil pessoas e precipitaram a entrada do Brasil no conflito, do qual, até então, se mantinha neutro, ao lado das forças aliadas. Foram 35 navios atacados (32 afundados), nas águas dos Oceanos Atlântico (incluindo o Mar Mediterrâneo), e Índico; desde a Filadélfia, nos Estados Unidos, até a região do Cabo da Boa Esperança, extremo sul da África, sendo que, com exceção do ataque aéreo ao navio Taubaté - o primeiro a ser atacado, em 22 de março de 1941, no Mediterrâneo –, todos os demais foram cometidos por submarinos alemães e italianos, e ocorreram depois de o Brasil romper relações diplomáticas com o Eixo, em 28 de janeiro de 1942.
A partir daquela data, ataques sistemáticos tiveram início. Os primeiros aconteceram na costa leste dos Estados Unidos; posteriormente, concentraram-se no Caribe e na porção atlântica adjacente; depois, no litoral do Nordeste brasileiro, em especial entre Recife e Salvador, tendo seu auge no mês de agosto de 1942, quando, em apenas dois dias, seis navios foram afundados, causando a morte de mais de 600 pessoas, o que levou o Brasil a declarar guerra ao Eixo no dia 21 de agosto. Em 1943, apesar de uma sensível melhora nos sistemas de patrulhamento e de guerra antissubmarina, a partir de operações conjuntas brasileiras e norte-americanas, os "u-boat" do Eixo ainda atacavam por todo o Atlântico Sul, época em que foram afundados vários navios – nacionais e estrangeiros –, sobretudo nas costas de São Paulo e do Rio de Janeiro. A maioria das embarcações era de navios mercantes ou mistos (cargueiro e passageiros), e pertenciam basicamente às grandes companhias de navegação da época – o Lloyd Brasileiro, o Lloyd Nacional e a Costeira. Navios de outras pequenas companhias também foram atacados, assim como embarcações pertencentes a pequenos armadores regionais e homens do mar, como a barcaça Jacira e o pesqueiro Shangri-lá. O Lloyd Brasileiro, a maior dessas empresas, foi, sem dúvida, a que mais perdeu navios e tripulantes: Foram 21 embarcações atacadas, das quais 19 foram afundadas.

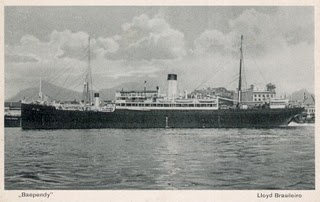
O Baependi, afundado na noite do dia 15 de agosto de 1942, pelo submarino alemão U-507, que resultou na morte de 270 pessoas.

Durante o conflito, entre as embarcações de guerra, a Marinha brasileira sofreu apenas uma baixa, com o afundamento do navio-auxiliar Vital de Oliveira (também o último navio brasileiro a ser torpedeado na II Guerra), em 19 de julho de 1944, quando seguia em direção ao Rio de Janeiro, após escalas no litoral do Nordeste e no Espírito Santo. Além do Vital de Oliveira, a Marinha do Brasil perderia, por outros motivos, mais dois navios militares na Segunda Guerra Mundial: A corveta Camaquã, virada pelo mar grosso, em 21 de julho de 1944, quando morreram 23 tripulantes; e o cruzador Bahia, que explodiu acidentalmente e afundou, no dia 4 de julho de 1945, matando 333 homens. Dentre todos, o Cabedelo e o Shangri-lá foram os dois casos em que não houve sobreviventes. Houve ainda alguns casos controversos, em que não se pôde atribuir com exatidão a causa do naufrágio por ação inimiga como, por exemplo, o mercante Santa Clara, desaparecido no Atlântico Norte, em março de 1941, e o Cisne Branco, afundado em circunstâncias misteriosas, em setembro de 1943, no litoral do Ceará.

#### "Cintura do Atlântico"
Tendo o Canal de Suez bloqueado para suas embarcações e com a necessidade de ir buscar no Oriente matérias-primas vitais, tal como a borracha e o estanho, que vinham da Malásia, os alemães e italianos utilizaram o Oceano Atlântico como rota para manter sua indústria armamentista. Inicialmente foram seus cruzadores e grandes navios de carga que realizaram a longa viagem pelo Atlântico e Índico. Como o risco de perda de embarcações com grande potencial bélico se tornou elevado devido aos bloqueios realizados pelos aliados, o Eixo passou a utilizar submarinos e os “furadores de bloqueio”, embarcações armadas e disfarçadas em mercantes, neutros ou aliados.
Para tentar frear este afluxo de matéria prima ao inimigo, fortaleceu-se a "Cintura do Atlântico", denominação dada ao trecho mais estreito entre a América do Sul e a África, mais precisamente a linha reta que vai de Natal à Dacar, com uma extensão de 1 700 milhas. A extremidade brasileira da "Cintura do Atlântico" era o que os aliados denominavam de "Saliente do Nordeste", a porção nordestina do território brasileiro mais próxima da África e do teatro de guerra europeu. Para que isso ocorresse deveriam ser instaladas bases no Brasil, fato que se iniciou em meados de junho de 1941, quando da chegada da Força Tarefa nº 3 e da liberação dos portos de Recife e Salvador para uso da Marinha americana. Por sua vez, o Eixo desejava interromper o envio de matérias primas para os Estados Unidos e o envio de suprimentos para a Grã-Bretanha, iniciando assim o ataque à embarcações mercantes que navegassem pelo Atlântico.

#### Início das hostilidades
Em 1941, dois incidentes sinalizavam que a guerra cada vez mais aproximava-se: em 22 de março, o navio mercante Taubaté é atacado pela aviação alemã no Mediterrâneo, ao largo da costa egípcia. No episódio, o Brasil tem seu primeiro morto na guerra, o conferente José Francisco Fraga. Outros 13 tripulantes ficam feridos. Em 13 de junho, um submarino alemão para, a tiros de canhão, o navio mercante Siqueira Campos, que se encontrava próximo do arquipélago de Cabo Verde, e só o libera após vistoriá-lo e fotografar documentos de bordo. É bem verdade que, desde 1940, navios brasileiros já tinham sido apreendidos em três ocasiões: (o Siqueira Campos, em 11 de outubro; o Buarque, em 27 de novembro; e o Itapé, em 1º de dezembro), pelos britânicos, sob pretextos diversos, sobretudo por transportarem mercadorias e/ou passageiros de procedência germânica. Em 18 de janeiro de 1941, o navio mercante francês Mendoza é capturado em águas da zona de segurança, em frente ao litoral brasileiro, por um cruzador auxiliar britânico. Tal incidente fez o governo brasileiro emitir uma nota de protesto junto ao governo britânico. Apesar desses incidentes de menor gravidade, com o rompimento das relações diplomáticas e a guerra se alastrando pelos quatro cantos do mundo, os anos seguintes, mostrar-se-iam os mais funestos na história da marinha mercante brasileira.
O rompimento de relações diplomáticas e as bases cedidas aos americanos no Nordeste tornavam o Brasil um país hostil na visão de alemães e italianos, o que o colocou, segundo as palavras do Embaixador da Alemanha, Sr. Pruefer, "em estado de guerra latente" com o Eixo. A partir de então, navios brasileiros passam a ser atacados ao largo da costa americana e no Caribe. Os primeiros foram o Buarque (um morto) e o Olinda (sem vítimas), em 15 e 18 de fevereiro de 1942, respectivamente. O caso mais emblemático daquele mês, e também o mais trágico, até então, foi o "desaparecimento" do Cabedelo, em algum ponto do Oceano Atlântico, a leste do Mar do Caribe, depois de zarpar dos Estados Unidos, a 14 de fevereiro, época em que a ofensiva submarina estava no auge na região. Morreram 54 homens e até hoje não se sabe quem afundou o navio. A hipótese mais provável é que tenha sido o submarino italiano Da Vinci, mas não há provas definitivas. Também foi considerada a possibilidade de que o Cabedelo tenha sido torpedeado por outros submarinos italianos: o Torelli ou o Capellini. A data do afundamento desse navio também é controversa. Algumas fontes consideram o dia do afundamento como sendo o dia 14, dia em deixou os Estados Unidos. Outras atestam que o navio foi afundado no dia 25 de fevereiro. Até o final de julho, o Brasil ainda perderia o Arabutã (um morto), o Cairu (cinqüenta e três mortos), o Parnaíba (sete mortos), o Gonçalves Dias (seis mortos), o Alegrete (sem vítimas), o Paracuri (não há dados sobre o número de pessoas a bordo, tampouco se houve baixas), o Pedrinhas (sem vítimas), o Tamandaré (quatro mortos), o Barbacena (seis mortos) e o Piave (um morto). Todos eles foram atacados longe do litoral brasileiro, e, com exceção do Cairu, o número de vítimas não foi catastrófico. Muitos náufragos de navios mercantes nacionais eram interrogados por comandantes e tripulantes dos submarinos alemães, interessados nas viagens de outras embarcações e nas cargas levadas para os Estados Unidos.

#### Ataques no Atlântico Sul

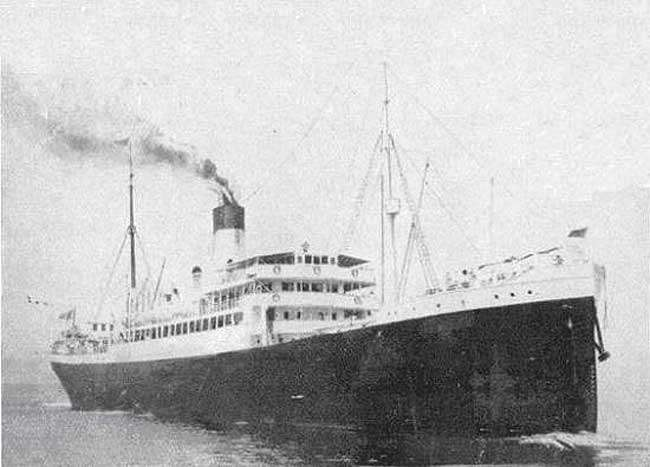
Navio Campos afundado pelo submarino alemão U-170, em 23 de outubro de 1943, no litoral do Estado de São Paulo.

Em 18 de maio, aconteceu o primeiro ataque na bacia do Atlântico Sul, próximo às águas nacionais, efetuado pelo submarino italiano Barbarigo, do qual foi vítima o Comandante Lira, e que causou duas mortes. O navio, embora torpedeado e canhoneado, não afundou. O episódio acabou servindo como mais um triunfo diplomático americano. O navio viajava de Recife a Nova Orleans quando foi torpedeado a 180 milhas náuticas do arquipélago de Fernando de Noronha. A tripulação lançou um SOS e abandonou a embarcação, que foi deixada queimando, depois de ser também canhoneada pelo barco italiano. O submarino se afastou, achando que sua vítima logo afundaria. Mas o SOS tinha sido captado por navios americanos, e, na manhã de 19, o Comandante Lira foi abordado por marinheiros do cruzador americano USS Omaha, que apagaram o fogo. Os marinheiros necessários para tocar o navio foram levados de volta a bordo e o mercante brasileiro foi rebocado pelo pequeno tênder americano USS Thrush, em conjunto com o rebocador da Marinha brasileira Heitor Perdigão, até Fortaleza, onde chegaram no dia 25. Dois dias depois de atacar o Comandante Lira, o Barbarigo achou que tinha afundado um couraçado americano. Na verdade era o cruzador Milwaukee que não foi atingido.
Após tais episódios, o Barbarigo foi atacado entre o Atol das Rocas e Fernando de Noronha, por um bombardeiro B-25 Mitchell da recém-criada Força Aérea Brasileira. O avião pertencia ao Agrupamento de Aviões de Adaptação, uma unidade de treinamento que a FAB tinha organizado para receber aviões dos Estados Unidos. A tripulação do B-25 era, conseqüentemente, americana e brasileira. O comando do avião era do capitão-aviador Affonso Celso Parreiras Horta, e o outro oficial brasileiro a bordo era o também capitão-aviador Oswaldo Pamplona Pinto. O piloto americano que os treinava era o primeiro-tenente Henry B. Schwane, da Força Aérea do Exército dos EUA. Essa seria a primeira missão de combate da história da FAB. Na mesma ocasião havia três outros submarinos italianos em ação no litoral do país: o Archimede, o Cappellini e o Bagnolini. O primeiro chegou a atacar a escolta do Comandante Lira e, apesar de não ter causado danos, o capitão do submarino achou que tinha afundado um cruzador pesado, o mais provável é que ele tenha se confundido com a detonação de uma carga de profundidade do destróier norte-americano Moffett. A ação dos aviadores, e a reação do ministro da Aeronáutica, era o sinal de que mais problemas deveriam vir. Salgado Filho, o titular da pasta, elogiou os responsáveis pelos ataques feitos a submarinos no dia 22 de maio, bem como de dois outros, também não bem sucedidos, em 27 de maio. Os eventos daquela semana foram noticiados amplamente e o presidente americano Franklin Delano Roosevelt parabenizou Getúlio Vargas pelos ataques. Esse tipo de ação já era esperada para quando a guerra submarina chegasse ao litoral brasileiro.

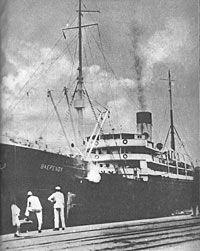
Outra imagem do Baependi, palco da maior tragédia brasileira na guerra.

Até julho, o Brasil já tinha perdido 14 navios (sem contar o Taubaté, metralhado no ano anterior); porém, o pior ainda estaria por vir à marinha mercante brasileira. Os torpedeamentos do mês seguinte, obra de apenas um submarino nazista, o U-507, causariam indignação e consternação junto à opinião pública brasileira, que desembocaria na declaração de guerra contra o Eixo, formalizada no fim daquele mês. No dia 7 de agosto de 1942, o Comando de Submarinos Alemão emitiu uma ordem aos submarinos que se encontravam no Atlântico Sul, dentre eles o U-507, para que usassem "manobras livres" na costa brasileira. Ou seja: atacar qualquer navio, exceto argentinos e chilenos, que singrasse as águas brasileiras. O u-boat já tinha a seu crédito o afundamento de nove navios aliados quando foi mandado para as costas do Nordeste brasileiro. Até então, o país era neutro, porém, naquele mês de agosto, forças consideráveis dos Estados Unidos já estavam estabelecidas no Nordeste brasileiro. Some-se a isso, os ataques aos submarinos italianos no mês de maio, bem como a ordem para colocar canhões nos navios mercantes, armados já desde maio, sinal de que a "neutralidade" era extremamente precária. Assim, em quatro dias (entre 15 e 19 de agosto), o U-507, navegando junto à costa e comandado pelo capitão Harro Schacht, então com 35 anos, afundou cinco navios de cabotagem e um outro pequeno barco, entre o litoral da Bahia e de Sergipe, causando 607 mortes, das quais, muitas mulheres e crianças.
No Baependi, a primeira vítima, houve 270 mortos, incluindo soldados do Exército que estavam sendo levados ao nordeste. Salvaram-se apenas 36 pessoas. Foi um alvo fácil, como também seriam os demais. O navio navegava devagar, a apenas 9 nós (16,6 km/h) e estava iluminado. O mundo estava em guerra, e o Brasil ainda era neutro, apesar do rompimento das relações com o Eixo. Navios neutros devem navegar iluminados e com identificação proeminente da nacionalidade, como bandeiras de grande dimensão pintadas no casco. Navios neutros também não devem ziguezaguear para despistar submarinos, e também não deveriam estar armados. A segunda vítima, na mesma noite – 15 de agosto, foi o Araraquara, de 4 871 toneladas. Saindo de Salvador pela manhã, se dirigia também rumo norte. Às 21:03 horas dois torpedos atingiam o navio e o afundaram em cinco minutos. Foi esse o tempo que as pessoas dispuseram para tentar se salvar, à noite, em um navio, inclinando-se cada vez mais para um dos lados, sem iluminação e repleto de gente assustada, gritando sem saber o que fazer. Como o país não estava em guerra, não havia qualquer tipo de treinamento para emergências, em especial, para o abandono rápido de um navio. O resultado foi tristemente óbvio, dos 142 a bordo, 131 morreram. O Aníbal Benévolo, a terceira vítima do U-507, havia saído de Salvador uma hora depois do Araraquara e navegava na mesma direção, com destino a Aracaju. O U-507 só foi achá-lo sete horas depois de atacar o Araraquara. O navio não estava longe de terra - apenas 7 milhas náuticas, quase 13 km. Eram cerca de 4:00 horas da madrugada do dia 16 quando ele foi atingido por um torpedo na popa e em seguida por outro que acertou a casa de máquinas. O Aníbal Benévolo teve 150 mortos, dos quais, todos os 83 passageiros (sendo 16 crianças) mais 67 tripulantes. Apenas 4 homens da tripulação salvaram-se. No dia seguinte, 17 de agosto, o U-507 decidira continuar sua missão mais ao sul. Sua quarta vítima seria o Itagiba, que estava indo do Rio de Janeiro ao Recife e já estava bem próximo de sua próxima escala, Salvador. Pouco antes das 11 horas da manhã, no momento em que a tripulação almoçava, o navio foi atingido. Foi possível lançar baleeiras ao mar, embora o próprio comandante, José Ricardo Nunes, tenha ficado por duas horas dentro d’água em meio aos restos do navio. Tinha a bordo, assim como o Baependi, um grande número de soldados da mesma unidade azarada que já tinha sofrido antes - o 7º Grupo de Artilharia de Dorso. O Arará, um pequeno cargueiro carregado de sucata e que acabara de sair de Salvador rumo a Santos, percebeu o desastre e se aproximou para recolher os náufragos. Com as suas máquinas paradas no meio do oceano, e parte de seu pessoal nas baleeiras a procura dos sobreviventes do Itagiba, foi o alvo mais fácil dos torpedos de Schacht. Já havia cerca de 18 sobreviventes do Itagiba a bordo quando o Arará foi atingido por um torpedo, cuja esteira no mar chegou a ser vista por gente da tripulação. O saldo do duplo afundamento foram 36 mortos no Itagiba, todos eles passageiros civis e militares, mais 20 no Arará, todos tripulantes (não havia passageiros a bordo).

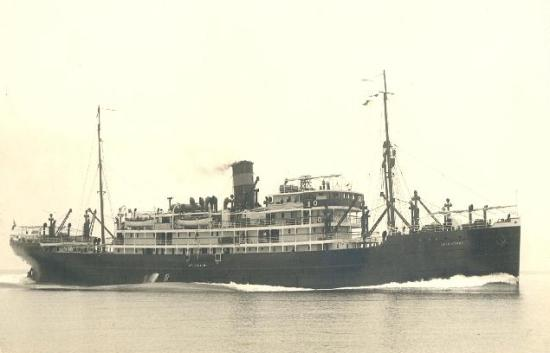
Navio Araraquara, afundado no dia 15 de agosto de 1942, pelo submarino alemão U-507, resultando em 131 mortes.

No dia 19, o Jacira, uma pequena barcaça de fundo chato, típica do nordeste com 89 toneladas, seria a sexta vítima. Por volta das duas da tarde, o submarino, na superfície, parou o barco a tiros de advertência. O Jacira estava indo de Belmonte a Salvador. Um bote de borracha com um oficial e dois marinheiros partiu do submarino para vistoriar o barco, como se fosse uma autoridade portuária.  Além de uma carga de cacau, garrafas vazias, piaçaba e um caminhão desmontado, havia um passageiro clandestino a bordo. Ele, e os cinco homens da tripulação, foram forçados a abandonar a barcaça e partir para terra em um bote. Logo após, o pequeno barco foi afundado por quatro cargas explosivas, pois alvos pequenos não costumavam ser torpedeados, devido à quantidade limitada de torpedos a bordo de um submarino. Foi o único ataque naqueles dias em que não houve mortes. No entanto, em terra, o mestre do navio ainda teve outra decepção: foi punido pela Capitania dos Portos da Bahia, pelo transporte do passageiro clandestino. A grande mortandade ocorrida nesses afundamentos se deve ao tipo de ataque devastador desfechado pelo comandante Schacht, ou seja, sem prévio aviso e lançando dois torpedos um após outro, o que levou aqueles navios ao fundo em questões de minutos, tudo isso sob noite escura e de um mar revolto. Em retrospecto, pode-se concluir que as ordens dadas a Schacht era causar o maior número de vítimas fatais. De fato, os navios navegavam iluminados e sem suspeitar de nada. Além disso, as luzes das cidades costeiras facilitavam o submarino captar a silhueta das embarcações à noite. Foi um exercício de tiro ao alvo. Os relatos dos sobreviventes indicam que cada um dos três navios foi atingido por dois torpedos. Fazer um ataque sempre com mais de um torpedo era a tática usual dos submarinos para ter a garantia do sucesso. Que todos os seis tenham acertado mostra que Schacht teve tempo de sobra para posicionar seu submarino de modo a obter o resultado desejado. No dias que se seguiram, cadáveres inchados (inclusive de crianças) jaziam nas praias, trazidos pela maré. As ondas também trouxeram malas com pertences dos passageiros e pedaços do navio. As fotos do massacre, estampadas nos jornais, causaram uma enorme comoção nacional.

#### Reação popular

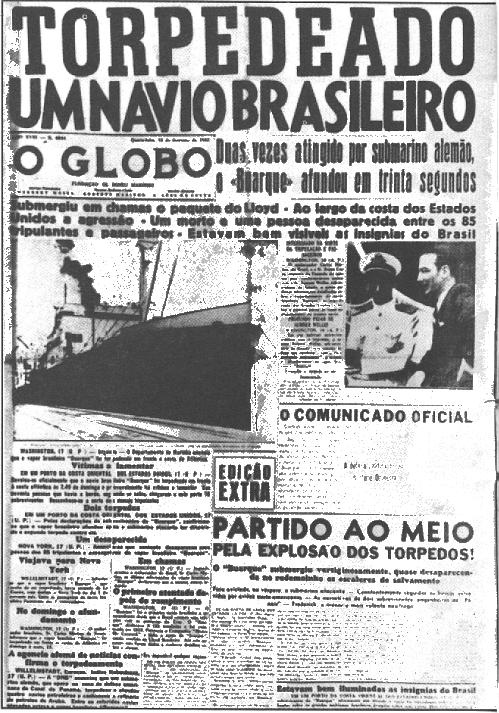
Manchete do jornal O Globo noticiando o afundamento do Buarque.

Em 72 horas, a quantidade de mortos mais que quadruplicou em relação àquelas ocorridas desde o começo do ano (607 contra 135). Além disso, os outros navios tinham sido atacados geralmente longe do país; e as suas vítimas, na sua grande maioria, eram marinheiros. Apenas sete passageiros tinham morrido nos 13 primeiros afundamentos, seis deles no Cairu. Por mais grave que tenham sido essas mortes, não há como escapar ao fato de que era um risco da profissão em um mundo em guerra. Porém, as fotos das crianças e mulheres mortas nas praias e os relatos dos sobreviventes, fizeram com que todos se dessem conta que a guerra, de fato, havia chegado ao país. "Desafio e ultraje ao Brasil!", estampava em letras garrafais O Globo do dia 18. As vítimas já alcançavam então a mais de seis centenas. O pânico irrompeu dentre a população, sobretudo para aqueles que necessitassem viajar de um Estado para outro. Não havia rodovias nem ferrovias que interligassem as regiões do País, ou que, cruzassem grandes distâncias. A aviação comercial civil era incipiente e quase não havia aeroportos.
Assim, para estas pessoas, uma das poucas (e talvez, a das mais baratas) opções disponíveis era utilizar navios. Era comum navios mercantes transportarem passageiros, que aproveitavam as escalas para viajar de um ponto a outro do país. Assim, qualquer família brasileira que estivesse viajando de navio naquela época corria o risco de ser vítima de um ataque submarino. E para quem morava no litoral do Nordeste, a guerra não parecia uma realidade tão distante quanto poderia parecer para os brasileiros de outras regiões. Aos poucos, a comoção inicial e o pânico foram dando lugar à indignação geral. No Rio de Janeiro, desencadearam-se uma série de passeatas e comícios populares, onde a população exigia retaliação. No fim da tarde do dia 18, a população se dirigiu para o Palácio do Itamaraty - sede do Ministério das Relações Exteriores - clamando pelo chanceler Oswaldo Aranha, o qual exclamou ao povo:
"A situação criada pela Alemanha, praticando atos de beligerância, bárbaros e desumanos contra a nossa navegação pacífica e costeira, impõe uma reação à altura dos processos e métodos por eles empregados contra oficiais, soldados, mulheres, crianças e navios do Brasil. Posso assegurar aos brasileiros que me ouvem, como a todos os brasileiros, que, compelidos pela brutalidade da agressão, oporemos uma reação que há de servir de exemplo para os povos agressores e bárbaros, que violentam a civilização e a vida dos povos pacíficos."— Oswaldo Aranha

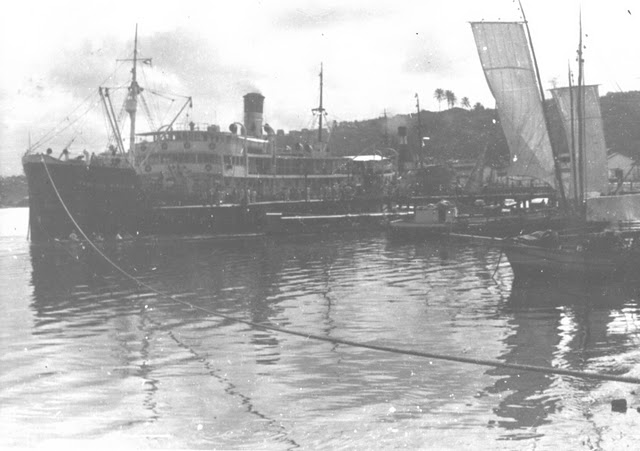
Navio Aníbal Benévolo, que transportava carga e passageiros, afundado na madrugada do dia 16 de agosto de 1942, pelo submarino alemão U-507, resultando em 150 mortes.

A União Nacional dos Estudantes (UNE) organizou passeatas nas principais cidades brasileiras, exigindo a entrada do Brasil na guerra ao lado dos Aliados. Nessas passeatas era comum que alguns estudantes aparecessem fantasiados de Hitler, com o objetivo de ridicularizar o ditador nazista. Tais passeatas acabaram recebendo uma grande adesão popular, não só de estudantes universitários, mas de outros setores da população, os quais também exigiam a guerra. Foi o que bastou para forçar o relutante governo de Getúlio Vargas a entrar na guerra. Em 22 de agosto, após uma reunião ministerial, o Brasil declarava "estado de beligerância" à Alemanha nazista e à Itália fascista, formalizada através do Decreto-Lei nº 10.508, expedido no dia 31 daquele mês.

#### Casos controversos
Durante o conflito, outros navios brasileiros também sofreram naufrágios, a maioria por abalroamento ou encalhe. Porém, outros casos nunca ficaram esclarecidos, como por exemplo, o desaparecimento do Santa Clara, próximo às Bermudas, em 15 de março de 1941, e o afundamento do Cisne Branco, em 27 de setembro de 1943. Por vezes, credita-se o naufrágio do Cisne Branco ao submarino alemão U-161, todavia esse submarino, no dia do naufrágio, encontrava-se no litoral de Alagoas – a aproximadamente 750 km de distância –, o que descarta sua participação naquele evento, embora se mostre plausível que algum outro submarino pudesse ter atacado aquele barco. A justiça brasileira, em 2005, concedeu a um sobrevivente da embarcação o direito de receber a pensão especial destinada a ex-combatentes da Segunda Guerra prevista na Constituição brasileira de 1988, muito embora a decisão judicial tenha se baseado no fato de que o navio estava envolvido no esforço de guerra – o barco prestava serviço de abastecimento à Marinha de Guerra - e não que tenha sido efetivamente torpedeado por ação inimiga. Por isso, os tripulantes mortos no naufrágio (número que varia entre um e quatro) não puderam ter seus nomes inscritos no Monumento aos Mortos da Segunda Guerra Mundial. Relativamente ao Santa Clara, sabe que o navio, em viagem de Nova York para o Rio de Janeiro, teria sofrido uma explosão a bordo, e que sua tripulação o havia abandonado. No entanto, nada além de alguns destroços do navio foram encontrados. A tripulação e os barcos salva-vidas nunca foram localizados. Em 1º de setembro de 1941, foi editado o Decreto-Lei nº 3.577, o qual dispunha sobre a concessão de benefícios, por instituições de previdência social, em caso de morte presumida de seus segurados ou associados. No artigo 11 da referida norma, havia a menção expressa ao navio: Art. 11. Os benefícios e indenizações de que trata o presente decreto-lei são extensivos aos tripulantes, ou seus beneficiários, dos navios Santa Clara, Atalaia e Taubaté, ressalvados os direitos que lhes possam caber por outros seguros, ou contra os responsáveis pelos dano causados relativamente aos tripulantes deste último navio.
Também há menção de afundamento de duas embarcações brasileiras não identificadas: uma, em 5 de junho de 1942, no Caribe, que teria sido afundada pelo U-159, juntamente com o veleiro brasileiro Paracuri; e a outra, que teria sido afundada pelo U-507, em 17 de agosto daquele mesmo ano. Relativamente ao primeiro, é provável que a embarcação não identificada se tratasse do veleiro hondurenho Sally, uma pequena embarcação de 150 toneladas, comprovadamente torpedeada pelo U-159. Já em relação ao segundo evento, é provável que tenha havido um equívoco, pois, no dia 17 de agosto de 1942, segundos os registros oficiais, o U-507 afundou dois (e não três) navios: o Itagiba e o Arará, afundados quase simultaneamente, evento em que o segundo havia parado para socorrer os náufragos do primeiro. A próxima vítima brasileira do U-507 seria a pequena barcaça Jacira, afundada dois dias depois. Mostra-se plausível que o barco não identificado tenha sido um dos que acudiram em socorro ao torpedeamento duplo, o iate Aragipe e o saveiro Deus do Mar, os quais não chegaram a ser atacados pelo u-boat. Por fim, embora não se trate de um caso controverso, há de se mencionar o naufrágio do cargueiro Sulóide, o qual, em 26 de março de 1943 ao largo do Cabo Hatteras, se chocou com os restos submersos do navio-tanque norte-americano W.E. Hutton, que havia sido torpedeado um ano antes pelo submarino U-124.

### Manifestações contra os imigrantes dos países do Eixo
Após o afundamento dos navios brasileiros e da contabilização de um elevado número de mortos, ocorreram em várias cidades violentas manifestações populares contra imigrantes originários dos países do Eixo, especialmente alemães, japoneses e italianos. Em muitas cidades brasileiras ocorreram episódios de depredações de estabelecimentos comerciais pertencentes a imigrantes vindos de países que faziam parte do Eixo - e até tentativas de linchamento de tais pessoas. Após a entrada do Brasil na guerra, muitos desses imigrantes passaram a ser vigiados pelas autoridades brasileiras como parte dos conflitos envolvendo o "front interno" da guerra. O Brasil foi palco de intensa atividade de espionagem durante a guerra, e muitos imigrantes que não falavam português foram considerados suspeitos de espionagem (ver: Espionagem nazista no Brasil). Também foi em meio a este processo que jornais impressos em língua estrangeira e programas de rádio nas línguas dos países do Eixo foram proibidos no Brasil. Foi nessa época, que o governo brasileiro criou prisões para estrangeiros suspeitos de atividades antibrasileiras (especialmente alemães, italianos e japoneses), que serviam ainda para os prisioneiros feitos entre tripulantes de embarcações alemãs capturadas ou avariadas no litoral brasileiro. A preocupação do governo brasileiro era claramente ligada ao uso que as potências do Eixo estavam fazendo dos laços que possuíam com os imigrantes e seus descendentes brasileiros, na medida em que países como Alemanha, Itália e Japão tentavam mobilizar e manipular seus emigrantes no exterior à seu favor na guerra. A propaganda de guerra no front interno chegou a ser tão bem sucedida no caso japonês, que, após o fim do conflito, 80% dos 200 mil imigrantes japoneses e descendentes que viviam em São Paulo acreditavam que o Japão havia vencido a guerra.
Embora exista uma grande polêmica a respeito da arbitrariedade como os imigrantes foram tratados durante a guerra, é certo que os imigrantes japoneses, por exemplo, foram  melhor tratados no Brasil que nos Estados Unidos, onde os cerca de 120 mil imigrantes japoneses, independentemente de serem cidadãos americanos, foram enviados para campos de concentração com condições precárias de encarceramento. Apesar da prisão de centenas de japoneses no Brasil, nada se assemelhou à escala e à violência com que foram tratados nos EUA na mesma época. Isto mesmo diante da existência de grupos terroristas como o Shindo Renmei que atuaram contra o governo brasileiro durante a II Guerra Mundial e que chegaram a executar imigrantes japoneses favoráveis ao Brasil, ou da intensa atuação de grupos fascistas favoráveis aos países do Eixo. Na época, alguns grupos de imigrantes alemães e italianos no Brasil espalharam boatos de que submarinos norte-americanos teriam sido os verdadeiros responsáveis pelos ataques, com a intenção de obrigar o Brasil a entrar na guerra. Segundo historiadores, tal ideia não passou de um boato criado pela propaganda de guerra dos colaboradores do Eixo infiltrados entre a população brasileira, chamados de "Quinta colunas". Existe farta documentação comprovando que foram mesmo submarinos alemães os responsáveis pelo torpedeamento da grande maioria dos navios brasileiros durante a Segunda Guerra Mundial. As matérias-primas transportadas pelos mercantes brasileiros eram de vital importância para os Aliados, portanto, só interessaria aos países do Eixo atacar esses navios. Além disso, naquela época, a maior parte da frota dos submarinos norte-americanos não estava no Oceano Atlântico, mas no Pacífico, torpedeando navios de guerra japoneses. É de se destacar, ainda, que a marinha dos Estados Unidos investia mais na construção de Porta-aviões do que na guerra submarina, uma especialidade da marinha alemã nas duas guerras mundiais.
Nesse particular, o Alm. Arthur Oscar Saldanha da Gama, ex-combatente e historiador naval, verificou nos arquivos do Comando Alemão de Submarinos, na Alemanha, os registros dos afundamentos por seus submarinos, de navios brasileiros, com respectivos nomes, posição e circunstâncias, dissipando, assim, qualquer dúvida acerca da autoria dos ataques. Ao todo foram registrados 66 ataques da Marinha brasileira a submarinos alemães no Atlântico Sul, que resultaram em danos ou no afundamento de 18 submarinos no litoral brasileiro, dos quais nove  - o U-128, U-161, U-164, U-199, U-513, U-590, U-591, U-598 e o U-662 - foram oficialmente registrados pela Marinha Alemã como tendo sido afundados pela Marinha Brasileira.

### Entrada na guerra
Apesar de meses dos torpedeamento de navios mercantes brasileiros, somente após o povo ir as ruas exigir a declaração de guerra à Alemanha nazista e à Itália fascista o Governo Brasileiro, por meio do decreto Nº 10.358, de 31 de agosto de 1942, reconhece o estado de guerra entre o Brasil e as potências do Eixo em agosto de 1942. Sendo na época um país com uma população majoritariamente analfabeta, vivendo no campo, com uma economia com foco principal voltado para exportação de commodities, uma política internacional tradicionalmente isolacionista com eventuais alinhamentos automáticos contra "perturbadores da ordem e do comércio internacionais", sem uma infra-estrutura industrial-médico-educacional que pudesse servir de sustentação material e humana ao esforço de guerra que aquele conflito exigia, o Brasil não apenas se viu impedido de seguir uma linha de ação autônoma no conflito como encontrou dificuldades em assumir mesmo um modesto papel.

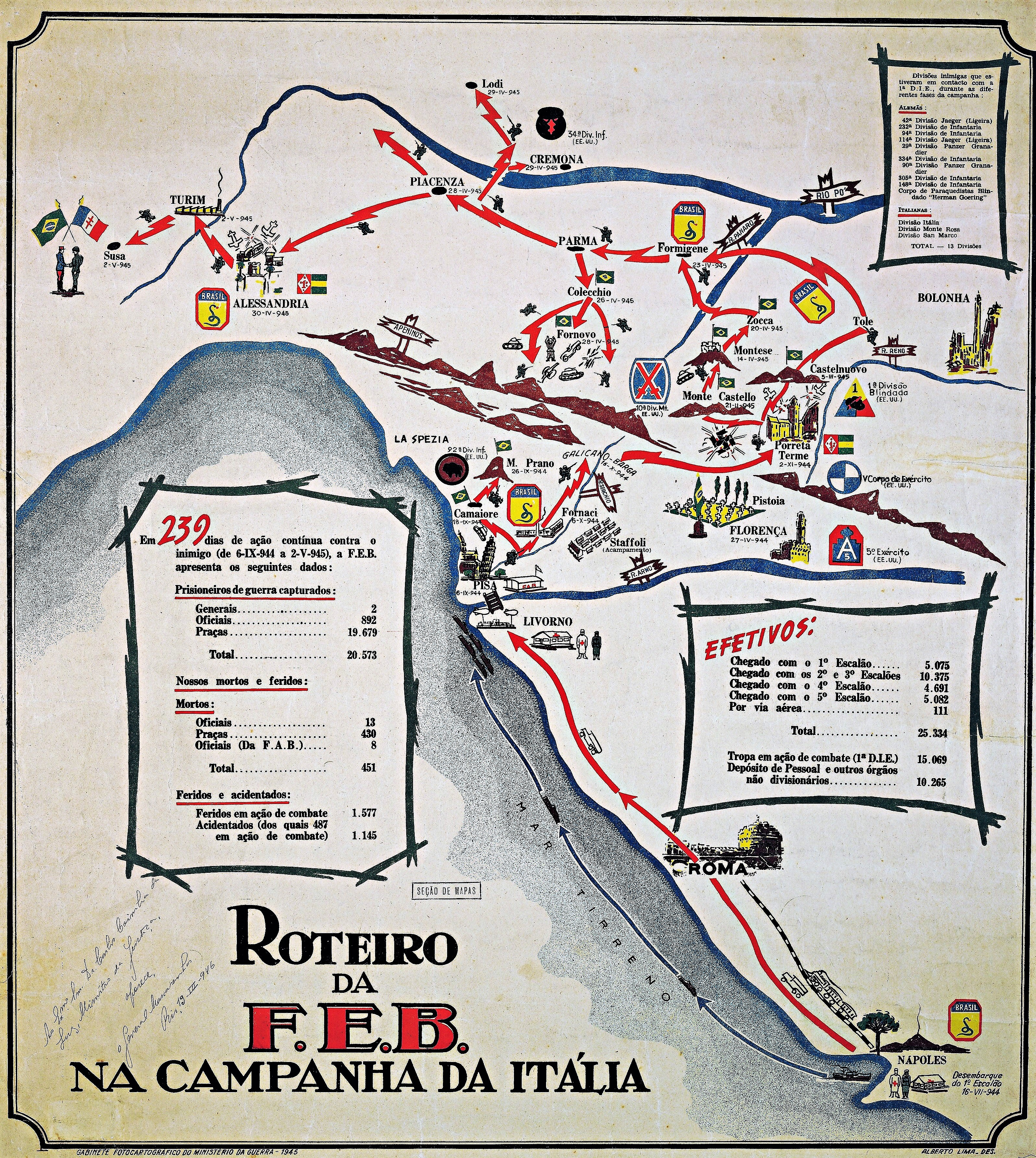
Roteiro da FEB na Campanha da Itália. Arquivo Nacional.

A Força Expedicionária Brasileira por ex. teve sua formação inicialmente protelada por um ano após a declaração de guerra. Por fim, seu envio para a frente de batalha foi iniciado somente em julho de 1944, quase 2 anos após a declaração. Tendo sido enviados cerca de 25 000 homens, de um total inicial previsto de 100 000. Mesmo com problemas na preparação e no envio, já na Itália, treinada e equipada pelos americanos, a FEB cumpriu as principais missões que lhe foram atribuídas pelo comando aliado. No entanto, a participação do Brasil na guerra e a forma como a mesma se desenrolou contribuíram decisivamente para o fim do regime do Estado Novo, como já sinalizava o Manifesto dos Mineiros em 1943.

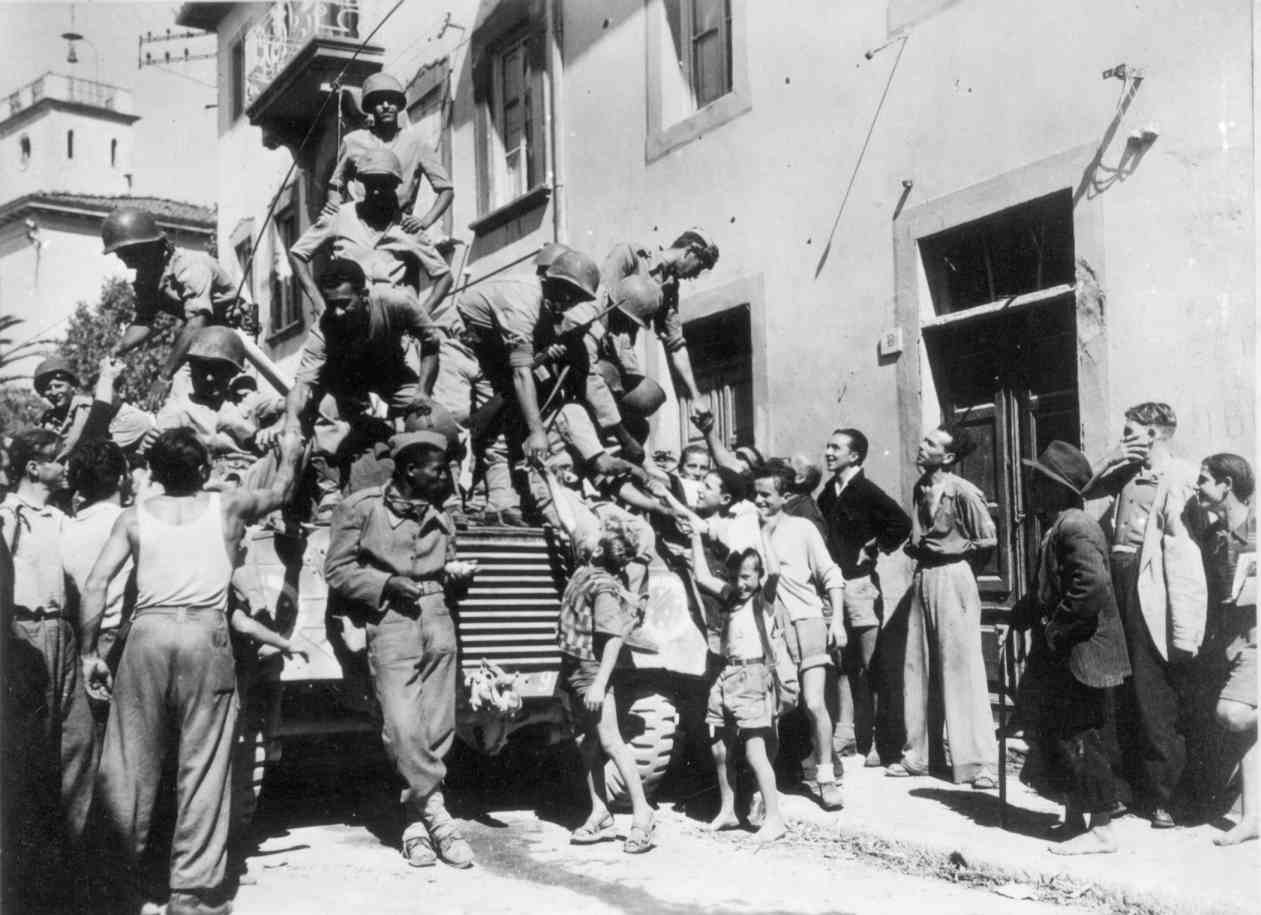
Soldados da Força Expedicionária Brasileira (FEB) sendo saudados por moradores de Massarosa, na Itália, no final de setembro de 1944.

Assim, embora mais vigorosa que a participação na Primeira Guerra Mundial, considerando o jogo político e diplomático travado entre americanos e alemães pelo apoio brasileiro e os números da real contribuição tática e estratégica que o país proporcionou comparados aos de outros países aliados (a FEB, por exemplo, era apenas uma entre 20 divisões aliadas na Itália, tendo atuado num setor, embora relativamente importante, secundário na frente italiana, num momento em que esta mesma frente se tinha tornado de menor importância para ambos os lados); a modesta participação brasileira na Segunda Guerra pode no geral ser equiparada à do Japão na Primeira Guerra Mundial. Se de um lado, em termos numéricos e táticos, os brasileiros tiveram no segundo conflito mundial uma participação maior na causa aliada que os japoneses três décadas antes, por outro lado os nipônicos, entre as décadas de 1920 e 1930, souberam capitalizar melhor política e estrategicamente a nível internacional sua participação no conflito de 1914-18.

#### Força Aérea

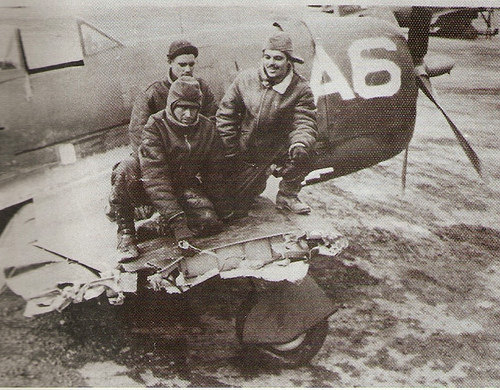
Caça da Força Aérea Brasileira danificado pelas forças alemãs.

Teve grande destaque o apoio oferecido pelo Brasil aos aliados, através do 1º Grupo de Aviação de Caça criado em 18 de dezembro de 1943. Após um período de treinamento em Aguadulce, no Panamá, voando o Curtiss P-40 Warhawk, onde participaram da campanha de defesa do Canal do Panamá, os pilotos brasileiros, todos voluntários, seguiram para Suffolk, onde foram apresentados ao P-47 Thunderbolt. Após a adaptação ao Republic P-47 "Thunderbolt" o grupo, que ficou conhecido como Senta a Pua! é enviado ao norte da Itália.
O início das operações deu-se em 31 de outubro de 1944, no aeródromo de Tarquínia, depois mudou-se para Pisa, mais perto da linha de ação, onde o Grupo permaneceu até o fim da guerra, ficando subordinado ao 350th Fighter Group da USAAF, onde recebeu o codinome Jambock. Em 10 de fevereiro de 1945, uma esquadrilha do 1º G.Av.Ca. voltando de uma missão, descobriu uma grande concentração de caminhões, destruindo 80 deles e 3 edifícios. Em 20 de fevereiro o Grupo à FEB na conquista de Monte Castelo. Em 21 de março, mais uma vitória, no ataque a uma oficina de conserto de ferrovia, no Vale do Pó: um impacto direto destruiu quatro edifícios e no voo de regresso destruíram 3 Savoia-Marchetti SM.79, no Campo de Galarate.
O Grupo era constituído inicialmente por 4 esquadrilhas, nas cores vermelha (letra A pintada no avião), amarela (B), azul (C) e verde (D). Posteriormente, devido ao grande número de baixas na esquadrilha Amarela, passaram a ser apenas três. As missões dadas aos brasileiros envolviam ataque a pontes, depósitos de munição e veículos de transporte, não havendo problemas quanto à superioridade aérea nessa região, em poder dos aliados, sendo a grande preocupação a artilharia antiaérea. Entre os oficiais pilotos que exerceram atividades aéreas no Grupo, no total de 48, houve 22 baixas, além de mais 4 oficiais, vítimas de acidentes de aviação:
- 5 mortos em combate, abatidos pela artilharia antiaérea inimiga;
- 8 abatidos pela artilharia antiaérea inimiga e feitos prisioneiros;
- 6 afastados do serviço por prescrição médica em virtude de esgotamento físico;
- 3 mortos em acidentes de aviação.

#### Ataques contra navios brasileiros após a declaração de Guerra

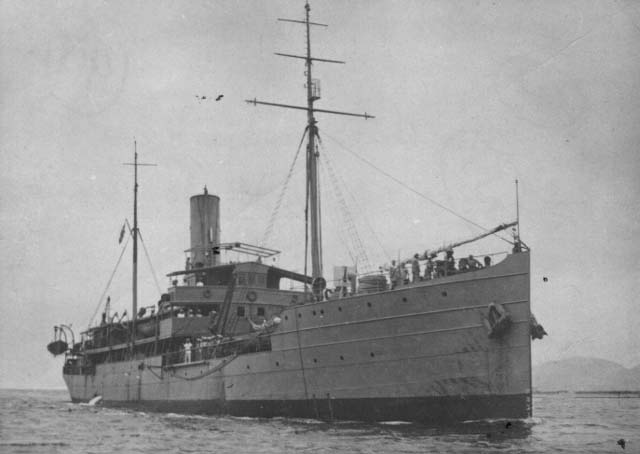
O Vital de Oliveira, último navio brasileiro - e o único da Marinha de Guerra - a ser afundado na Segunda Guerra Mundial.

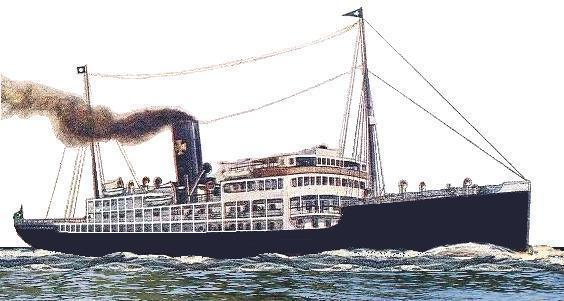
Representação artística do navio Itapagé, afundado em 26 de setembro de 1943.

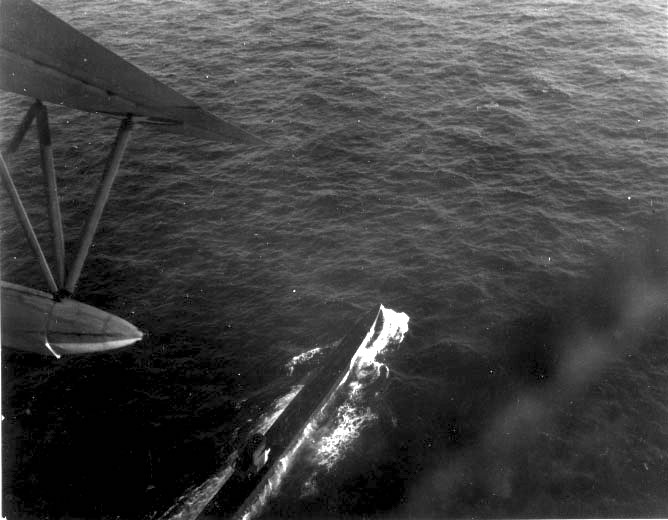
Submarino alemão U-199 sob ataque do PBY Catalina durante a Batalha do Atlântico, 1943.

Passado pouco mais de um mês dos afundamentos mais trágicos, e menos de um mês da declaração de guerra, mais três navios seriam alvo dos U-Boat: o Osório (5 mortos), o Lajes (3 mortos) e o Antonico (16 mortos). Os dois primeiros foram torpedeados, pelo U-514, ao largo da Ilha de Marajó; o terceiro, afundado um pouco mais ao norte, na altura da Guiana Francesa, pelo U-516, episódio em que os tripulantes foram metralhados indefesos quando já se encontravam nas baleeiras. Em decorrência desse ato, no final da guerra, o Brasil tentou, sem sucesso, a extradição do comandante do U-516, Capitão-tenente Gerhard Wiebe e do tenente Markle que efetuou os disparos contra os náufragos, para serem julgados no país por crimes de guerra. O Porto Alegre foi afundado em 3 de novembro, na costa índica da África do Sul, com um morto. O ano terminaria com o afundamento do Apalóide, no dia 22 de novembro, a oeste das Pequenas Antilhas, causando mais cinco mortes. O ano de 1943 começou com uma boa notícia aos brasileiros: o U-507, responsável pelo massacre de agosto do ano anterior, fora afundado no dia 13 de janeiro, no Oceano Atlântico, aproximadamente 100 milhas do litoral do Ceará, por cargas de profundidade de um avião Catalina, causando a morte de todos os seus 54 tripulantes. Porém, outros navios sucumbiriam aos demais U-Boat que ainda atuavam na costa brasileira. No dia 18 de fevereiro, foi a vez do Brasilóide, torpedeado pelo U-518, na costa da Bahia. Não houve vítimas fatais nesse afundamento, mas, no seguinte, dia 2 de março, a guerra cobraria a vida de 125 pessoas a bordo do Afonso Pena, afundado pelo submarino italiano Barbarigo, ao largo de Porto Seguro. Os ataques dirigiam-se cada vez mais ao sul. No mesmo dia da tragédia do Afonso Pena foi criada a Base Aérea de Natal (BANT), no então Campo de Parnamirim , posteriormente conhecido como Trampolim da Vitória. As atividades da Base Aérea de Natal começariam somente em 7 de agosto do mesmo ano.
Em 1º de julho, foi a vez do Tutoia, torpedeado ao largo de Iguape, litoral sul de São Paulo, causando a morte de sete pessoas.  Depois, em 4 de julho, seguiu-se o Pelotaslóide (5 mortos), afundado pelo  U-590, o qual não teve muito tempo para comemorar o feito, pois foi afundado por uma aeronave PBY-5 Catalina , próximo ao estuário do Rio Amazonas, em 9 de julho. No dia 19, no litoral de Santa Catarina, um PBM Martin Mariner do esquadrão VP-74 afunda o U-513 que, 18 dias antes afundara o Tutóia. Na manhã do dia 31 daquele mês, é afundado o primeiro submarino alemão por brasileiros, o U-199, que, no dia 22, canhoneara o pequeno barco de pesca Shangri-lá, em que morreram todos seus dez tripulantes. À noite, porém, o U-185 afundaria o Bagé, na mesma região do massacre de agosto do ano anterior. O ataque custou a vida de 28 pessoas.
Em 26 de setembro, é torpedeado o navio Itapagé, acarretando a morte de 22 pessoas. Na madrugada do dia seguinte, o Cisne Branco, um pequeno barco que auxiliava as forças navais naufraga no litoral do Ceará deixando quatro mortos. Em 23 de outubro, é a vez do navio Campos (12 mortos). Nessa época, os U-Boat já estavam sofrendo pesadas baixas, não só nas costas brasileiras, mas também em outros teatros. Com efeito, além do sistema de comboios, do armamento colocado nos navios mercantes, foi criada a Força do Atlântico Sul, com sede em Recife, bases de apoio em Natal e Fernando de Noronha, além de outras bases costeiras. Os patrulhamentos aéreos começaram a ser mais efetivos no final de dezembro de 1942, com grupos aviões americanos e da FAB e a varredura naval foi reforçada com a presença de embarcações americanas. Estes patrulhamentos aliados à decifração de códigos permitiu que os resultados fossem rapidamente colhidos. No ano seguinte, o Brasil ainda sofreria a perda do Vital de Oliveira, único navio militar afundado por ação inimiga na guerra. O afundamento, ocorrido em 20 de julho de 1944, na costa do Rio de Janeiro, custou a vida de 99 pessoas.
Os submarinos alemães afundados ao largo do litoral brasileiro foram U-590; U-662; U-507; U-164; U-598; U-591; U-128; U-161; U-199; U-513 e Archimede.

## Pós-guerra

Festejo pelo fim da guerra na Rua São Bento, em São Paulo.

Segundo o historiador Frank McCann, o Brasil foi convidado a integrar a força de ocupação da Áustria.
No entanto, mal terminada a guerra, temendo uma possível capitalização política da vitória aliada por membros da FEB, dada a contribuição desta à mesma, mesmo que modesta, decidiu o governo brasileiro desmobilizá-la oficialmente ainda em solo italiano.
A seus membros, no retorno ao país, foram impostas restrições, os veteranos não militares (que deram baixa ao retornar) foram proibidos de utilizar em público condecorações ou peças do vestuário expedicionário, enquanto os (veteranos militares) profissionais foram transferidos para regiões de fronteira ou distantes dos grandes centros.

### Associação dos Veteranos da FEB

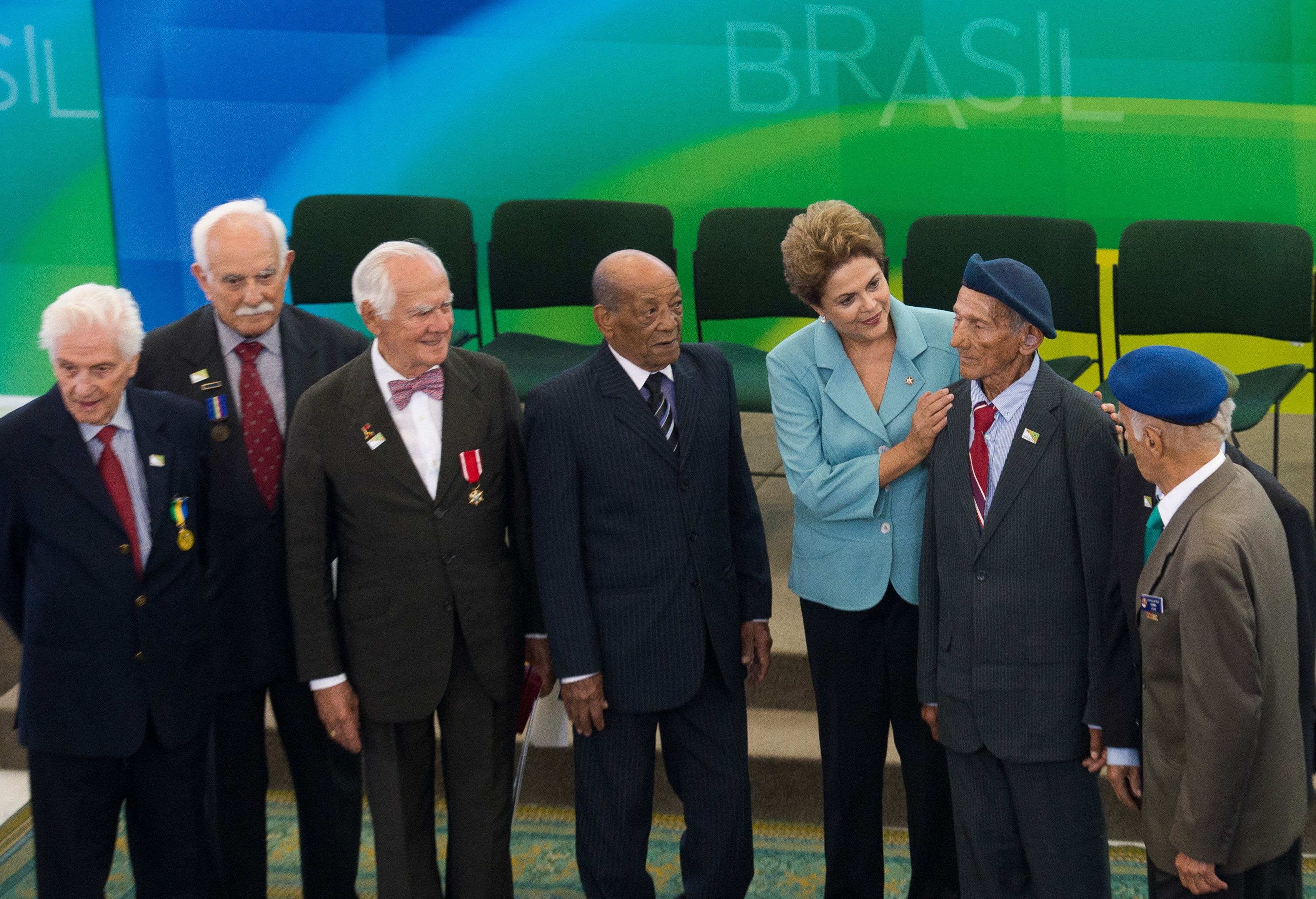
Veteranos se encontram com a ex-presidente Dilma Rousseff na cerimônia de comemoração pelos 70 anos do Dia da Vitória.

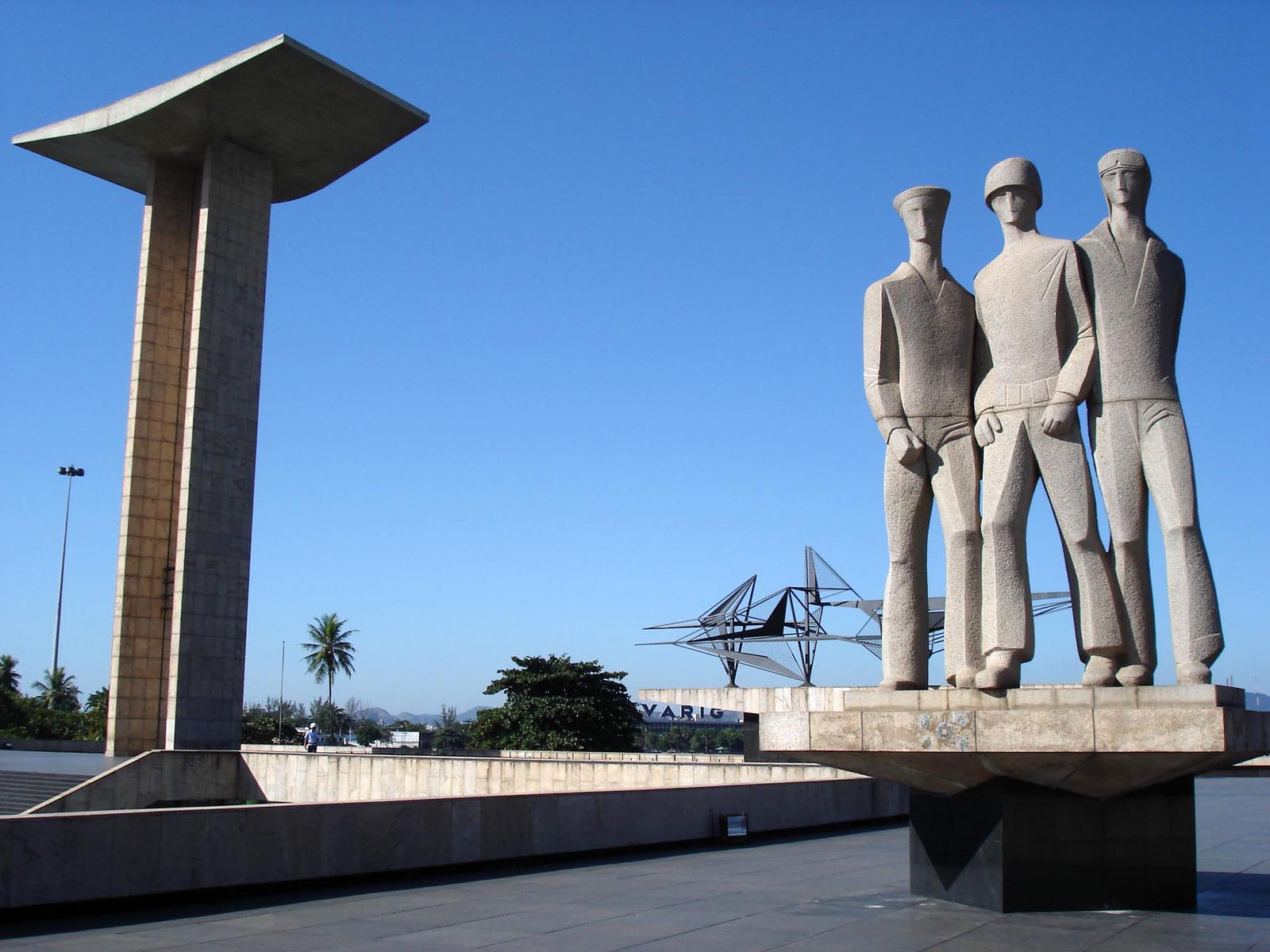
Monumento aos Mortos da Segunda Guerra Mundial, no Rio de Janeiro, no Brasil.

A partir de Outubro de 1945, formaram-se as primeiras Associações de Ex-Combatentes. O não planejamento por parte das autoridades militares brasileiras da época, em relação a uma política de assistência e reintegração social de seus veteranos, em especial a grande maioria de civis sem alta qualificação profissional, colaborou para o crescimento de tais associações que, a partir da desvinculação deste objetivo do órgão público que havia sido criado para tal (a LBA), passaram a funcionar como único ponto de apoio social para os veteranos.
Entre 1946 e 1950, a disputa política entre grupos de veteranos comunistas e conservadores pela liderança nas Associações, que girou entre - se as Associações deveriam buscar uma maior participação na política nacional ou se ater às reivindicações imediatas dos veteranos; e que foi vencida pelos conservadores, com o apoio das lideranças militares da época, antecipou certas práticas que se tornariam padrão nas discussões de questões internas do Exército e demais Forças Armadas, nas décadas de 1950-1960.
Uma pensão aos veteranos que suprisse a sobrevivência veio apenas em 1988, com a Constituinte de 1988, quando todos os veteranos brasileiros sobreviventes da Segunda Guerra passaram a ter direito legal a uma compensação especial, equivalente à pensão deixada por um segundo-tenente do exército. Tal benefício não apenas se estendia também aos veteranos que não haviam estado nas campanhas da Itália ou do Atlântico, como não os diferenciava entre si ou daqueles que haviam servido no território continental brasileiro durante a guerra. O debate que o antecedeu, somado a ressentimentos acumulados em quatro décadas, também serviu para aumentar a rixa já existente entre veteranos que tiveram participação ativa nas campanhas citadas e aqueles que serviram na retaguarda.
No tempo decorrido entre o término da guerra e a concessão desta pensão, os veteranos conseguiram algumas pequenas vitórias, como o acesso ao funcionalismo público para os não analfabetos (o que excluía um número apreciável de veteranos), e a construção de um Conjunto Habitacional para ex-combatentes (no Bairro de Benfica), no Rio de Janeiro, inaugurado no início da década de 1960. Àqueles que não conseguiram se readaptar à vida civil, não tiveram outra alternativa que não a de "se virar", depender da caridade alheia, muitas vezes ficando na dependência das próprias associações, ou definhar.